# Музей «Машини часу»

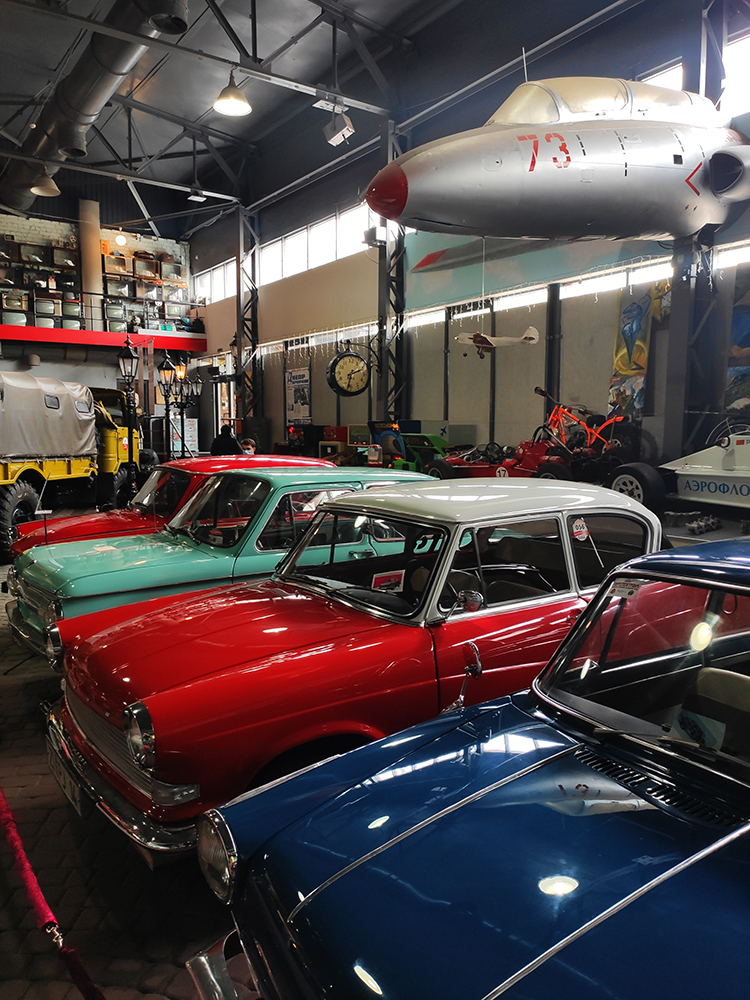

Музей «Машини часу» —  Дніпровській науково-технічний музей «Машини часу» працює з 2014 року та орієнтований на європейський музейний досвід. Музей «Машини часу» налічує близько 15 000 експонатів, невелика частина яких представлена на площі 1400 м2 в музейній експозиції, що постійно оновлюється. Основну колекцію музею складають автомобілі, мотоцикли, трактори та літаки — понад 100 одиниць, з них близько 60 перебувають у постійній експозиції. Найстаріший експонат в колекції – автомобіль BMW-321, 1948 року випуску.
Допоміжна експозиція – предмети побуту: меблі, електротовари, кухонне приладдя, сувеніри, іграшки та інші речі 50-80х років минулого століття. 
Діючі музейні виставки: «Ви це можете», «Перспектива», «ХВЗа Генерацію», «Крила перемоги», «Лелеченьки», «3D DRIVE», «MADE in DNIPRO».
Технічні квести на будь-який вік: «Полювання на Запорожець», «Музика без меж», «Супергерої і авто», «НадЗвуковий квест». 
Експонати музею розташовані на відтвореній вулиці 80-их років серед вітрин магазинів, світлофорів, паркових лавочок, старовинних ліхтарів освітлення, а на одному із стовпів під напругою оселилася родина лелек.
Музей «Машини часу» представляє три найцікавіших та унікальних експоната, які є єдиними у світі! Два з них виготовлені дніпровськими винахідниками І. Лосем, який створив компактний міський автомобіль «Лосенок» та А. Філіппенко, який створив садову залізницю з діючим макетом паровозу! Третій експонат сконструйований на заводі «Авто ЗАЗ», як «Перспективний Запорожець», але до серійного виробництва не потрапив.

## Історія
Музей засновано колекціонером і реставратором Михайлом Прудніковим у 2014 році. Таким чином «Машини часу» є другим в Україні (після запорізького «Фаетону») приватним музеєм ретро автомобілів.  Бруківка, вуличні ліхтарі, раритетна бензоколонка за задумом авторів мали відтворювати радянську атмосферу 50-80 років.
У колекції музею зібрано «класику» радянського та іноземного автопрому — це, зокрема, автомобілі «Побєда», «Чайка», «Запорожець», «Волга», BMW 321, Renault 4 та інші. Серед особливих експонатів – ралійний «Запорожець», декілька перегонових автомобілів «Estonia» (Талліннського авторемонтного заводу) та автомобіль Галини Брежнєвої.
У вересні 2020 музей поповнився інтерактивним експонатом «3D KABINKA». Це справжня кабінка Дніпровської канатної дороги, у якій відвідувачам пропонується «помандрувати» траекторією канатної дороги, переглядаючи у VR-шоломі спеціально відзнятий для проекту фільм. Для повноти відчуттів встановлено також вітряки, що дмухають відвідувачам у обличчя .

## Галерея

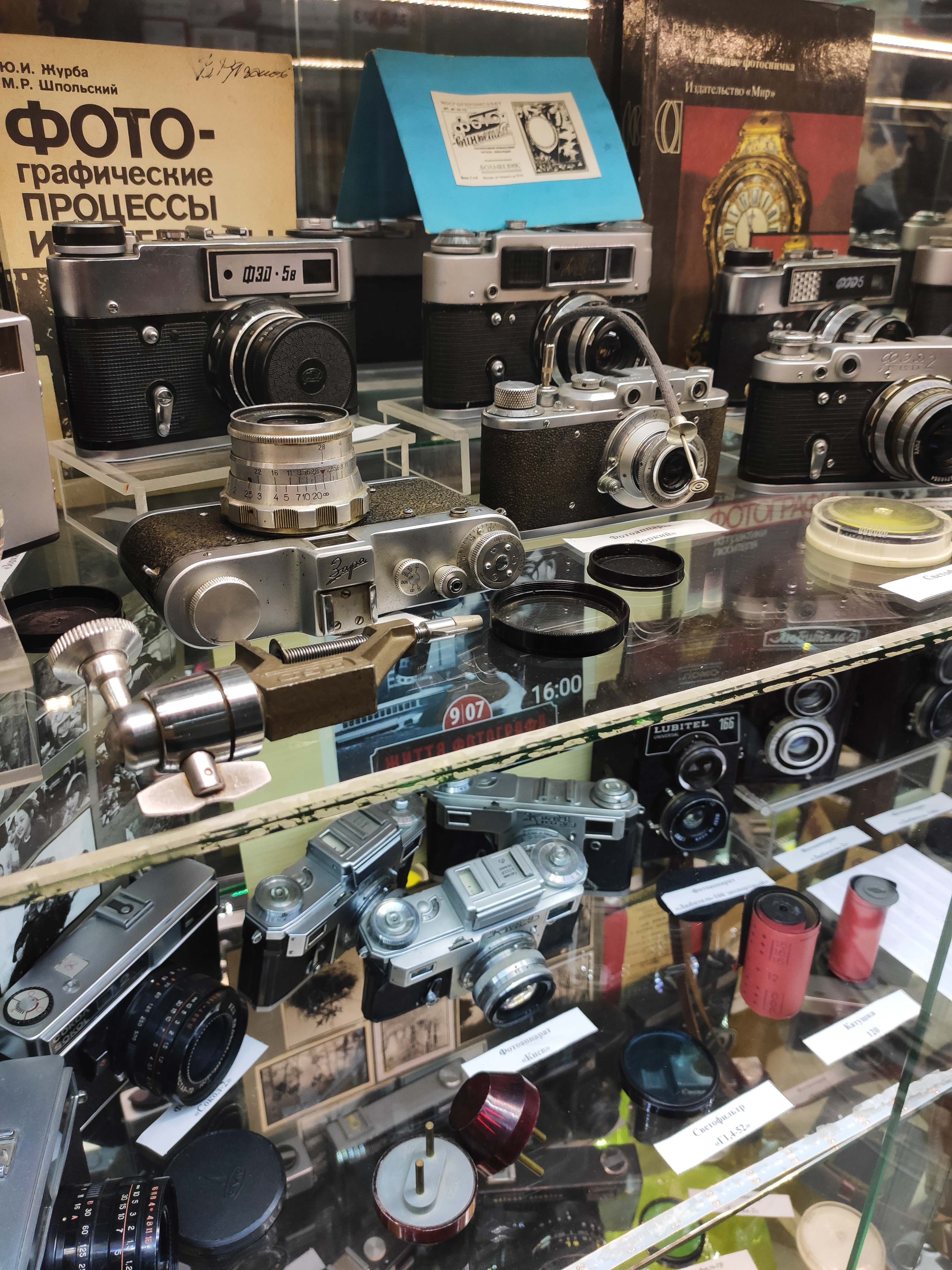
Збірка радянських фотоапаратів
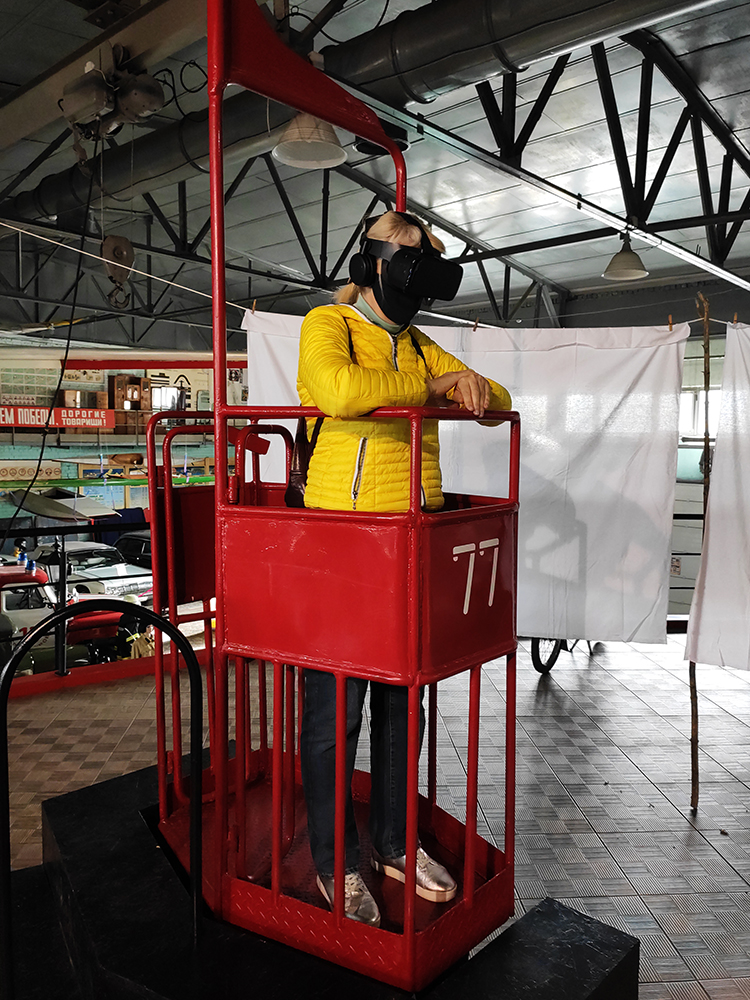
Інтерактивна «3D KABINKA»
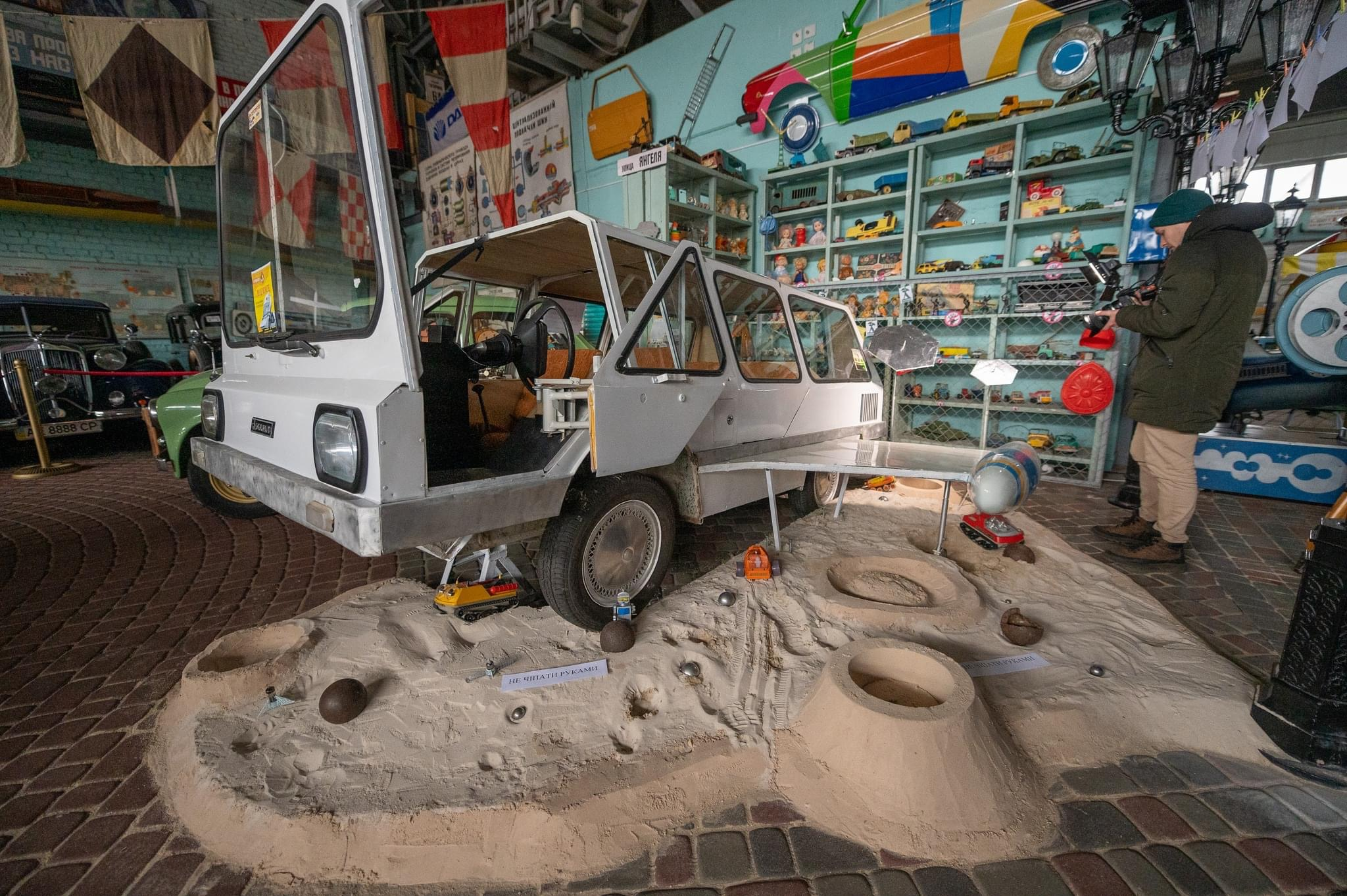
Саморобний автомобіль "Лосенок" І. Лось
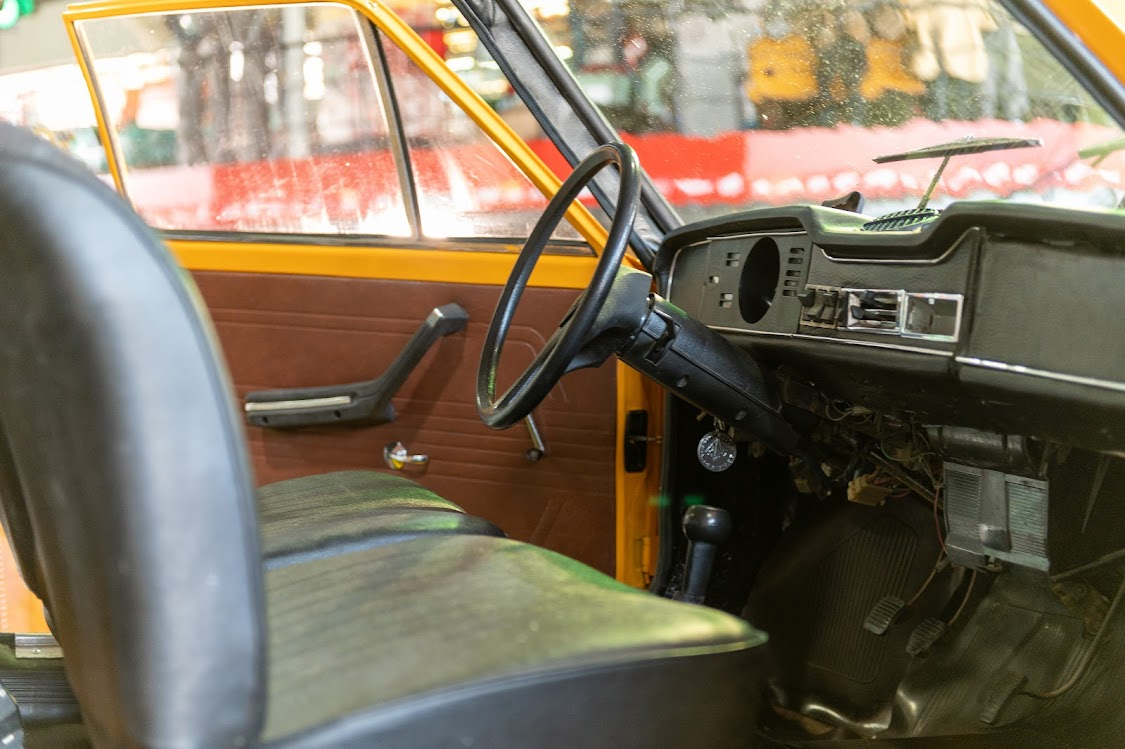
Перспективний Запорожець
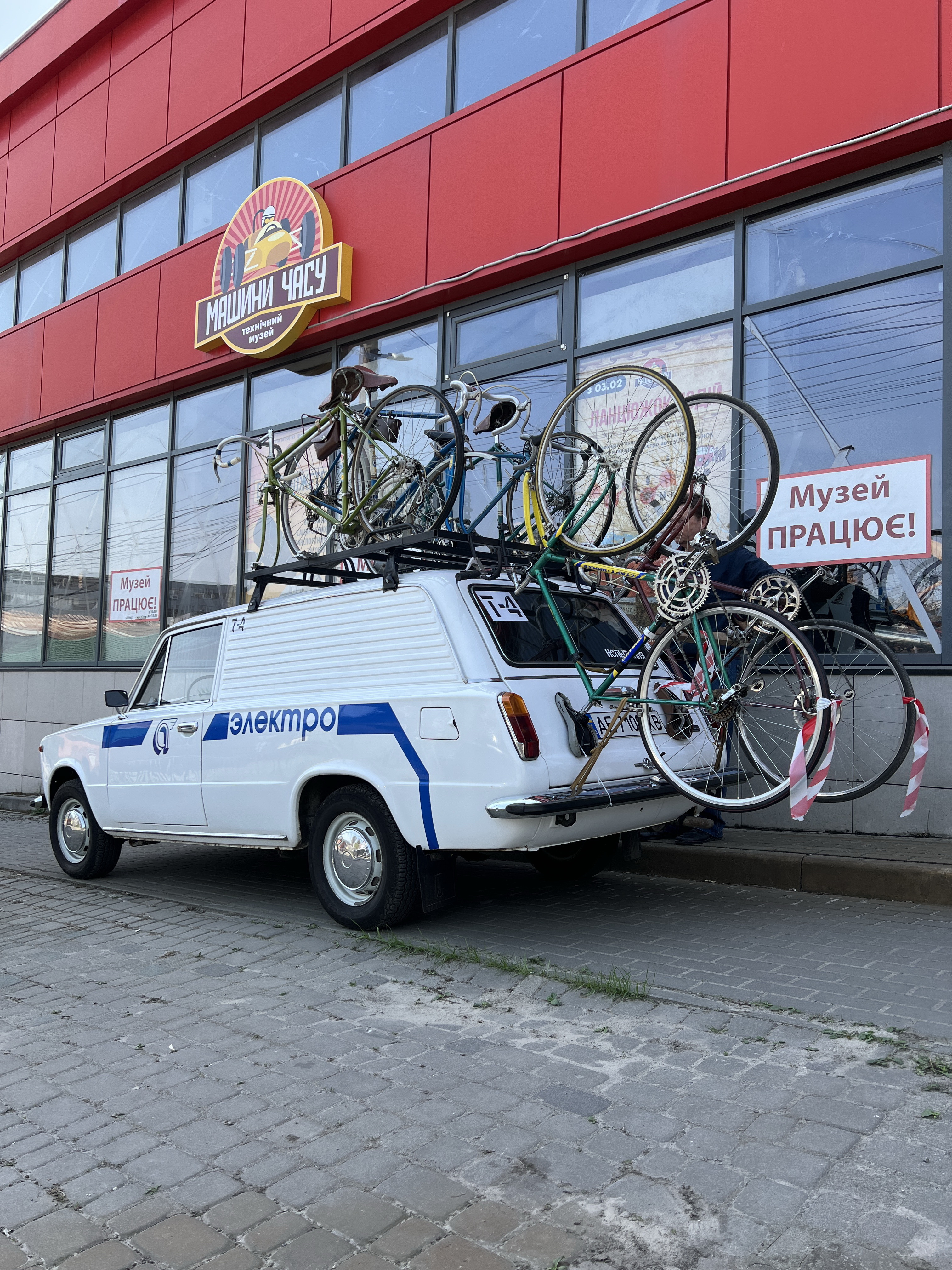
Велотехнічка ВАЗ 2801
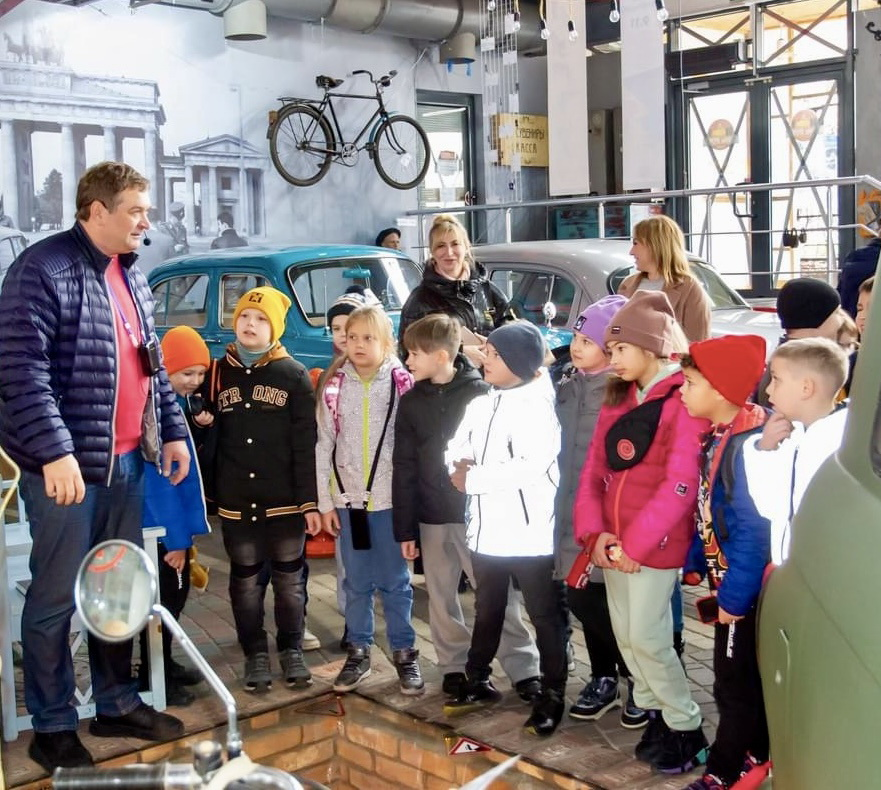
Дитяча ексурсія
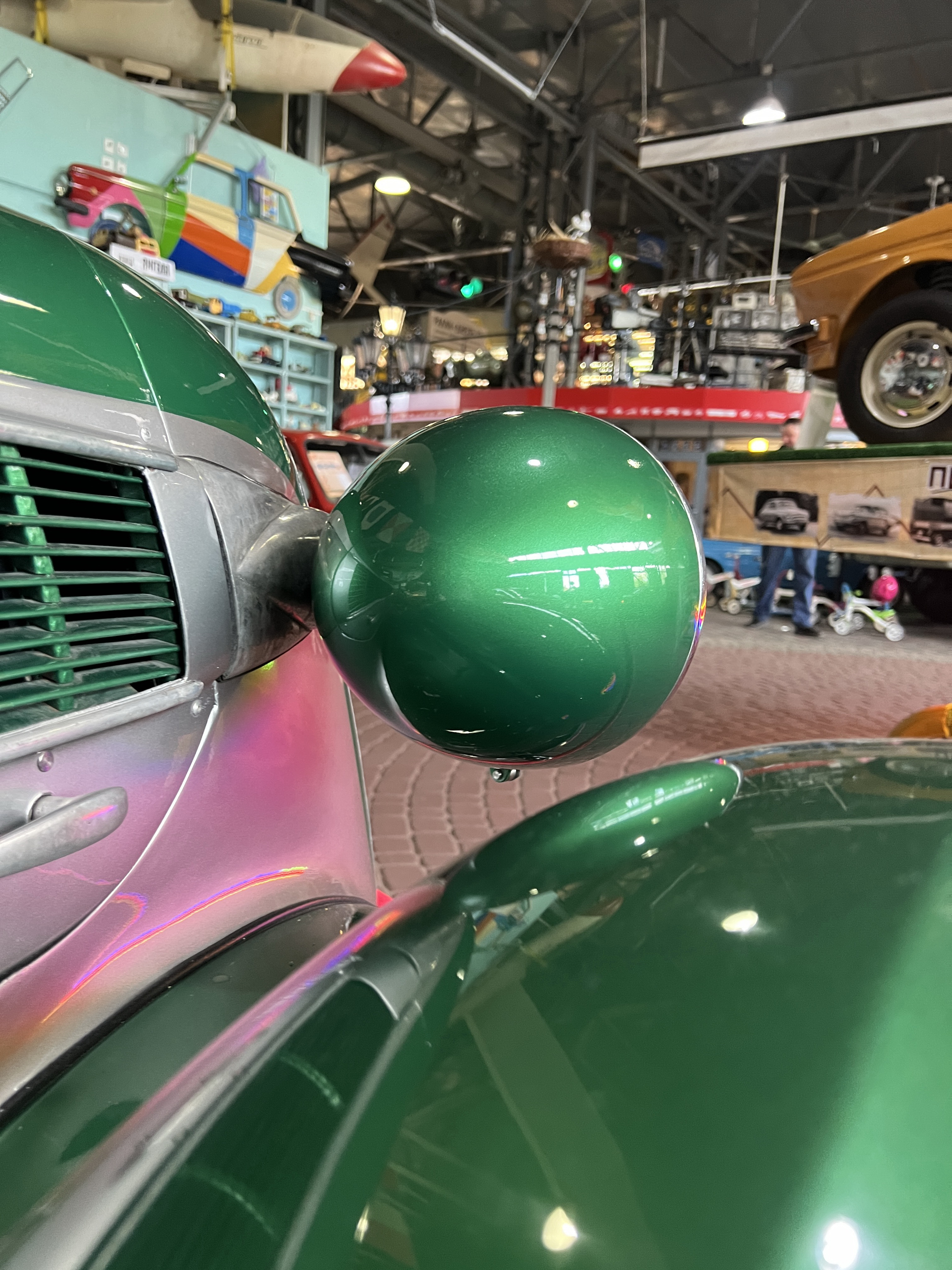
Ретро автомобіль BMW-321
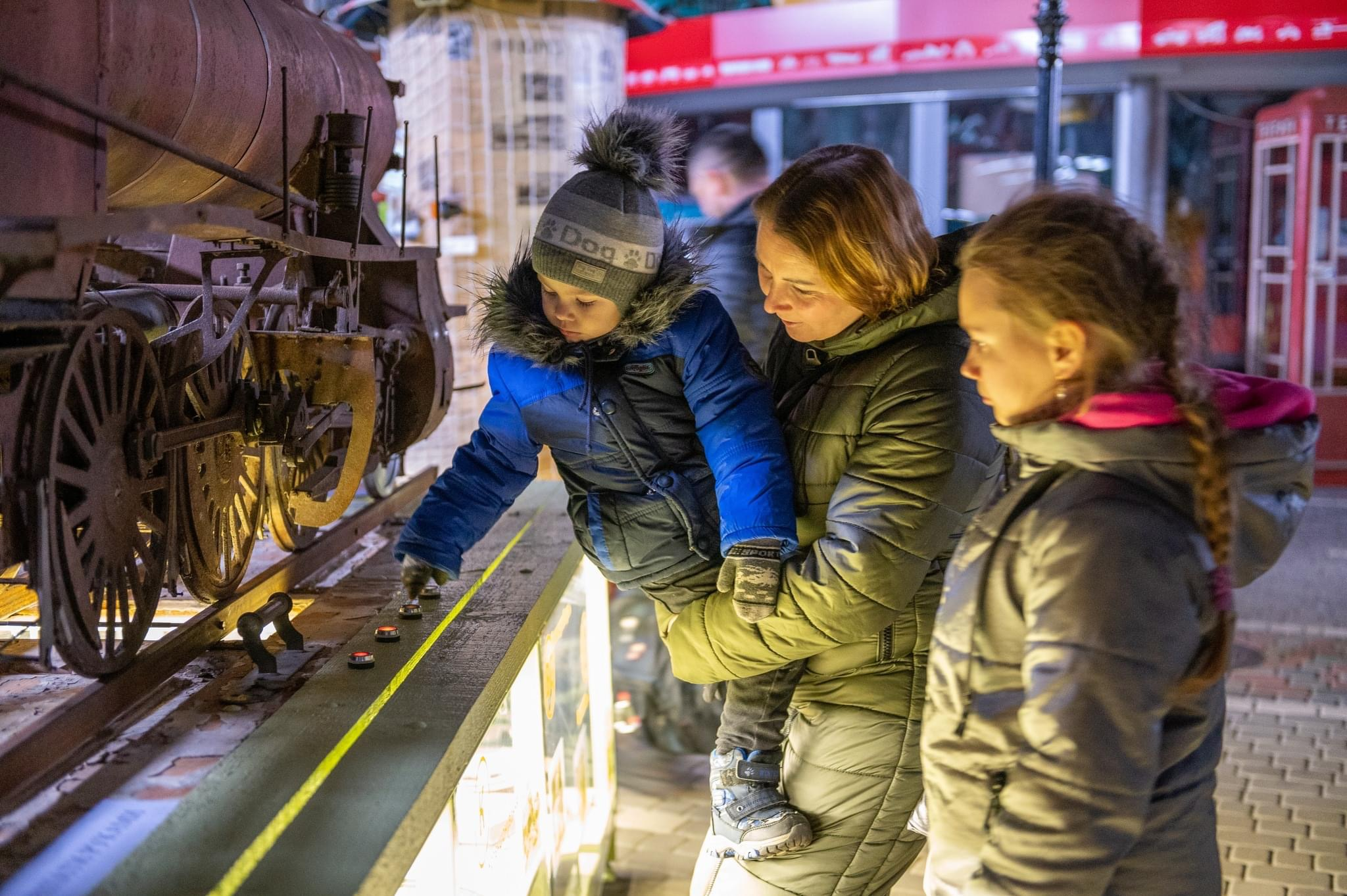
Паровоз А.Філіппенко
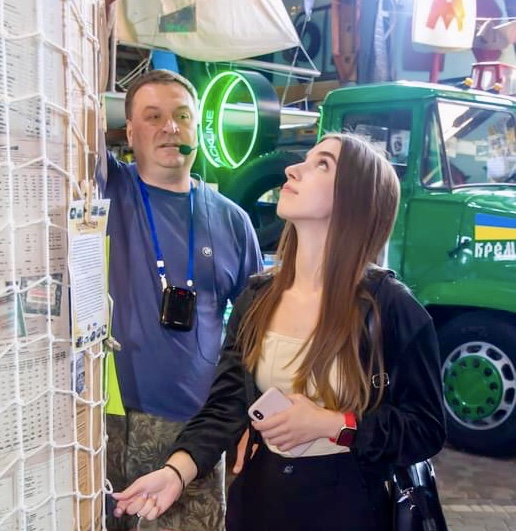
Екскурсія Афішна тумба